# Rio Negro Esporte Clube
Rio Negro Esporte Clube was een Braziliaanse voetbalclub uit de stad Teresina, hoofdstad van de staat Piauí. De club speelde in de jaren zestig van de 20e eeuw in enkele edities van het Piauí-voetbalkampioenschap. In 1961 behaalde de club de achtste plaats.